# Dolo Beltrán
Dolo Beltrán (Sant Boi de Llobregat, Baix Llobregat, 10 de setembre de 1974) és una actriu, lletrista i cantant catalana. Entre el 2000 i el 2013 va ser coneguda com a vocalista del grup Pastora; en la seva faceta de lletrista, ha compost cançons per a Ana Torroja i Edurne. També ha aparegut en alguns anuncis d'Evax i en la campanya «El català, llengua comuna» de Plataforma per la Llengua de 2018.
A través de l'editorial Principal de los libros, l'any 2013 va publicar Pequeños desastres y otras alegrías, un llibre de pensaments il·lustrats.
Tot i que és de Sant Boi, ha viscut molt de temps a Barcelona, on va conèixer la seva parella i pare del seu fill durant el Sónar del 2011.

## Teatre
Va començar a fer teatre de petita i als 14 ja va pujar als escenaris per primera vegada. Aquestes són les peces teatrals on ha actuat:
- 2000 - El criat, escrita per Robin Maugham i dirigida per Mario Gas, al Mercat de les Flors[9]
- 2001 - Titus Andrònic, escrita per William Shakespeare i dirigida per Àlex Rigola[10]
- 2001 - Lulú, escrita per Frank Wedekind i dirigida per Mario Gas, al Teatre Nacional de Catalunya[11]
- 2006 - Last Chance (última oportunitat), escrita i dirigida per Carol López, al Teatre Lliure[12]
- 2016 - El test, escrita per Jordi Vallejo i dirigida per Cristina Clemente, a la Sala Muntaner[13][14]
- 2020 - Bonus track, escrita i dirigida per Carol López, al Teatre Lliure[15]

## Filmografia principal
| Any       | Títol                                                 | Personatge           | Nota                                   |
| --------- | ----------------------------------------------------- | -------------------- | -------------------------------------- |
| 1999      | Polar                                                 |                      | sèrie de televisió                     |
| 2000-2003 | Dinamita                                              | diversos personatges | sèrie de televisió                     |
| 2001      | Moncloa ¿dígame?                                      | Cabo Pelayo          | sèrie de televisió; 3 episodis         |
| 2003      | Jet lag                                               | Vicky                | sèrie de televisió; episodi "Tibidabo" |
| 2004      | Nubes de verano                                       | fruitera             | pel·lícula de Felipe Vega              |
| 2004      | Inconscients                                          | inconscient          | pel·lícula de Joaquim Oristrell        |
| 2007      | Atles de geografia humana (Atlas de geografía humana) | psicòloga            | pel·lícula d'Azucena Rodríguez         |
| 2007      | Myway                                                 | dona sense llar      | pel·lícula de José Antonio Salgot      |
| 2009-2011 | Infidels                                              | Dani Díez            | sèrie de televisió; 42 episodis        |
| 2009      | Dieta mediterrània                                    | Lunes (veu)          | pel·lícula de Joaquim Oristrell        |
| 2009      | Xtrems                                                | vident               | pel·lícula d'Abel Folk i Joan Riedweg  |
| 2012      | Volare                                                | Fàbia                | telefilm de Joaquim Oristrell          |
| 2014      | Difuminado                                            | Rea                  | pel·lícula de Pere Koniec              |
| 2015      | Res no tornarà a ser com abans                        | Dolo                 | telefilm de Carol López                |

## Discografia
L'any 2000 es va incorporar, de lletrista i cantant, al grup Pastora, que el 1996 havien creat, com a duo de música i arts visuals, els germans Pauet i Caïm Riba, fills del cantautor Pau Riba. Cap al 2013 van fer una aturada i més endavant es van separar perquè en Pauet volia deixar la música i en Caïm volia emprendre un projecte en solitari. Després de la separació, Dolo (sense cognom a partir d'aleshores) va estrenar carrera en solitari el 2017 amb l'àlbum Copilotos, on va incloure una cançó en català.
Amb Pastora
- 1998 - Trip show audio visual tecno simfonic (Picap)
- 2000 - Cosmossoma
- 2004 - Pastora
- 2005 - La vida moderna
- 2008 - Circuitos de Lujo (Epic)
- 2009 - Pastora RMX ED
- 2011 - Un viaje en noria (Sony Music)
- 2012 - Una altra galàxia (Sony Music)

En solitari
- 2017 - Copilotos (Sony Music)
- 2021 - Moonlight (Escena Music Records)